# اندیس کوه دوما
کوه دوما یک اندیس فلزی است که در حوالی شهر رامشک استان کرمان قرار دارد و مادهٔ معدنی موجود در آن، مس است. سنگ میزبان این اندیس بازالت بالشی، سنگ آهک است و دیرینگی آن به دوران کرتاسه فوقانی می‌رسد. در این اندیس، پاراژنز‌های کریزوکول، لیمونیت یافت می‌شوند.